# Moehringia argenteria
Moehringia argenteria är en nejlikväxtart som beskrevs av Casazza och Minuto. Moehringia argenteria ingår i släktet skogsnarvar, och familjen nejlikväxter. Inga underarter finns listade i Catalogue of Life.